# El Veïnat (Santa Susanna)
El Veïnat és una masia de Santa Susanna (Maresme) inclosa a l'Inventari del Patrimoni Arquitectònic de Catalunya.

## Descripció
Conjunt de masies disperses en un espai concret de la vall de Santa Susanna.
Formen part del veïnat Can Rosic, que té una llinda amb una inscripció del segle XVIII; Can Burxans vell; el Mas d'en Calça; Cal Petit; Cal Mestrol i Cal Capità.